# دوري المقاطعات الشمالي الغربي 2017–18
دوري المقاطعات الشمالي الغربي 2017–18 هو موسم من دوري المقاطعات الشمالي الغربي. فاز فيه Runcorn Linnets F.C. ‏.